# Lonchaea impressifrons
Lonchaea impressifrons är en tvåvingeart som beskrevs av Mario Bezzi 1920. Lonchaea impressifrons ingår i släktet Lonchaea och familjen stjärtflugor. Inga underarter finns listade i Catalogue of Life.